# Carrapichana
Carrapichana es una freguesia portuguesa del concelho de Celorico da Beira, con 5,96 km² de superficie y 269 habitantes (2001). Su densidad de población es de 45,1 hab/km².